# Gare de Sainte-Cécile-d'Andorge
La gare de Sainte-Cécile-d'Andorge est une gare ferroviaire française de la ligne de Saint-Germain-des-Fossés à Nîmes-Courbessac (également appelée Ligne des Cévennes), située sur le territoire de la commune de Sainte-Cécile-d'Andorge, dans le département du Gard en région Occitanie.
Elle est mise en service en 1867 par la Compagnie des chemins de fer de Paris à Lyon et à la Méditerranée (PLM). 
C'est une halte voyageurs de la Société nationale des chemins de fer français (SNCF), desservie par des trains TER Occitanie.

## Situation ferroviaire
Établie à 291 mètres d'altitude, elle est située au point kilométrique (PK) 652,544 de la ligne de Saint-Germain-des-Fossés à Nîmes-Courbessac entre les gares de Chamborigaud et de La Levade. 

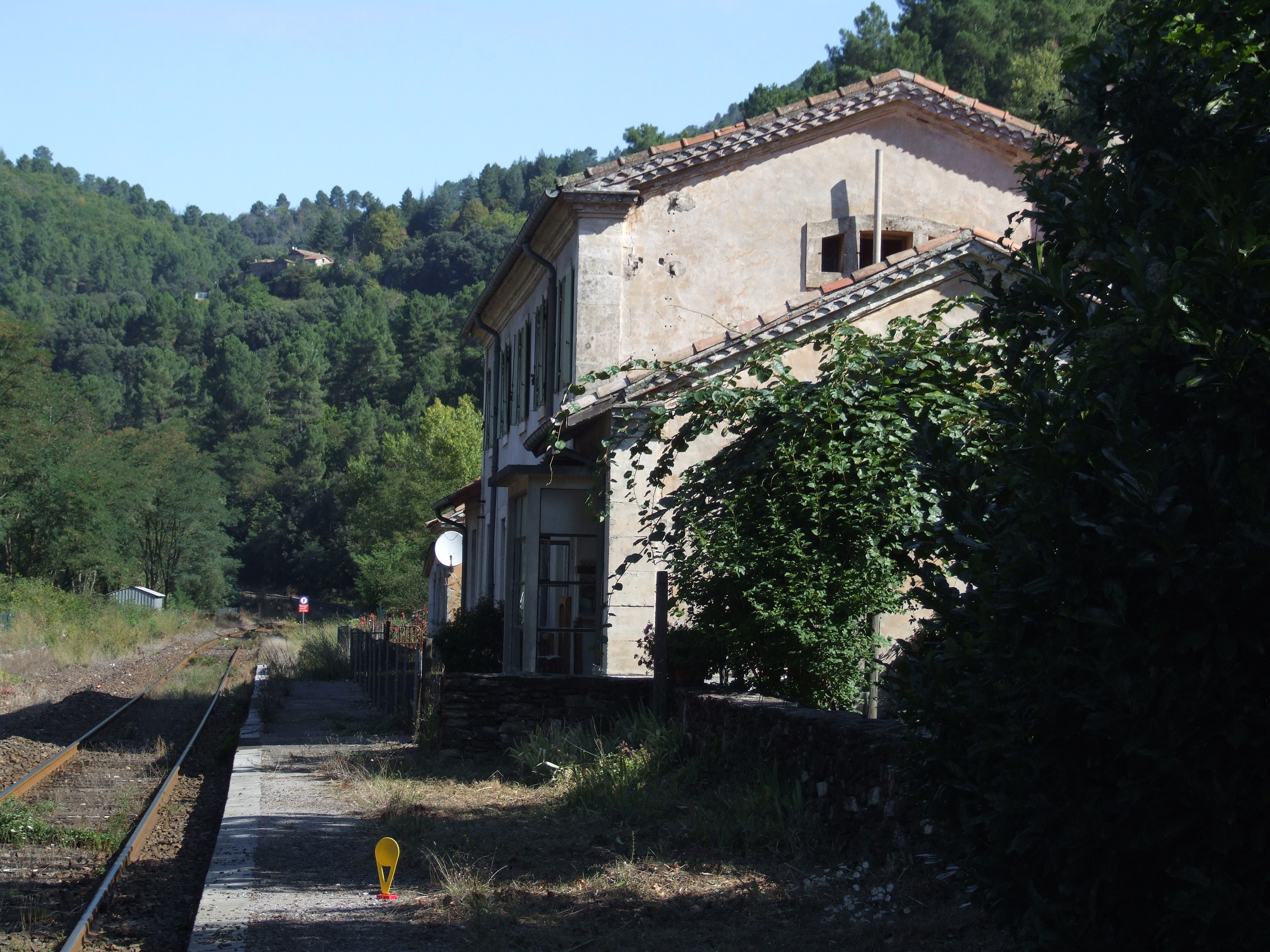
La voie unique, le quai et l'ancien bâtiment voyageurs.

## Histoire
La gare de Sainte-Cécile-d'Andorge est mise en service par la Compagnie des chemins de fer de Paris à Lyon et à la Méditerranée (PLM) lorsqu'elle ouvre à tous trafic le 12 août 1867 la section de Villefort à La Levade de sa ligne de Clermont-Ferrand à Nîmes.
Le 24 juillet 1909 la ligne à voie métrique de Florac à Sainte-Cécile-d'Andorge est mise en service par la Compagnie de chemins de fer départementaux (CFD). La gare commune aux deux compagnies permet les échanges entre les deux réseaux.
Elle figure dans la nomenclature 1911 des gares, stations et haltes, de la Compagnie des chemins de fer de Paris à Lyon et à la Méditerranée, c'est une gare dénommée Sainte-Cécile-d'Andorge. Elle porte le no 11 de la ligne de Moret-Les-Sablons à Nîmes (9e section) et le no 5 de l'embranchement de Chamborigaud à Vernarède. Elle dispose du service complet de la grande vitesse (GV), « à l'exclusion des chevaux chargés dans des wagons-écuries s'ouvrant en bout et des voitures à 4 roues, à deux fonds et à deux banquettes dans l'intérieur, omnibus, diligences, etc. »  et du service complet de la petite vitesse (PV) avec la même limitation.

## Fréquentation
De 2015 à 2023, selon les estimations de la SNCF, la fréquentation annuelle de la gare s'élève aux nombres indiqués dans le tableau ci-dessous :
| Année           | 2015  | 2016  | 2017 | 2018 | 2019  | 2020 | 2021  | 2022  | 2023  |
| --------------- | ----- | ----- | ---- | ---- | ----- | ---- | ----- | ----- | ----- |
| Voyageurs seuls | 1 303 | 1 370 | 989  | 982  | 1 044 | 831  | 1 081 | 1 493 | 2 581 |

## Service des voyageurs

### Accueil
Halte SNCF, c'est un point d'arrêt non géré (PANG) à entrée libre.

### Desserte
Sainte-Cécile-d'Andorge est desservie par des trains TER Occitanie qui effectuent des missions entre les gares de Génolhac et de Nîmes.

### Intermodalité
Un parking pour les véhicules y est aménagé. 